# Lijst van Nederlandse ondernemingen
Dit artikel bevat de lijst van Nederlandse ondernemingen waarover een artikel op Wikipedia bestaat.

## Huidige bedrijven
- Aalberts Industries
- ABAB
- ABN AMRO
- Accell Group
- Achmea
- AEGON
- AFAS Software
- AFC Ajax NV
- Ahold Delhaize (Nederlands-Belgisch)
- Air France-KLM (Frans-Nederlands)
- AkzoNobel
- Antea Group
- Arcadis
- ASM International (ASMI)
- ASML
- ASR Nederland
- Ballast Nedam
- Basic-Fit
- Batenburg Techniek
- Koninklijke BAM Groep
- Beter Bed
- BinckBank
- Blijdesteijn
- Boskalis
- Brunel International
- Buhrmann
- C&A
- Chidóz
- Coolblue
- Corio
- Crucell
- CSM
- Ctac
- Dopper
- DHR
- DHV
- DSM
- Dico
- Draka
- Efteling
- Exact Software
- Fetim Group
- Fugro
- Galapagos (Belgisch-Nederlands)
- Geldmaat]
- Getronics
- Grolsch
- Grontmij
- Hagemeyer
- HAL Allergy
- Havenbedrijf Rotterdam
- Heijmans
- Heineken
- Hippo Zorg
- HITT
- Hunkemöller
- Hunter Douglas
- ING
- Jopen
- Laurus
- Logica (Brits-Nederlands)
- KAS BANK
- Koninklijke Kerckhaert Hoefijzerfabriek
- Koninklijke Luchtvaart Maatschappij
- Koninklijke KPN
- Martinair
- Mediahuis Nederland (Nederlandse dochteronderneming van het Belgische Mediahuis)
- Mediahuis NRC (Nederlandse dochteronderneming van het Belgische Mediahuis)
- De Nederlandsche Bank
- Nederlandse Spoorwegen
- Neways Electronics
- Numico
- Nutreco
- Océ
- OPG Groep
- Optiver
- Philips
- PostNL
- Qurius
- Rabobank
- Randstad NV
- Reed Elsevier (Brits-Nederlands)
- Rob Peetoom
- Royal Dutch Shell (Brits-Nederlands)
- Royal HaskoningDHV
- Schiphol
- Sligro Food Group
- SNS REAAL
- Spyker
- Stork
- Suitsupply
- Koninklijke Ten Cate NV
- TMF Group
- TomTom
- Transavia
- Trust
- Unibail-Rodamco-Westfield (Frans-Nederlands-Amerikaans)
- Unilever (Brits-Nederlands)
- USG People
- Van Oord
- Vendex KBB
- Viking Schaatsenfabriek
- Vitol
- Koninklijke Vopak
- Wavin
- Wereldhave
- Wessanen
- Witte Molen N.V.
- Wolters Kluwer

## Voormalige bedrijven
- Vereenigde Oostindische Compagnie, VOC
- West-Indische Compagnie, WIC
- PolyGram, gefuseerd met MCA Music Entertainment
- Rodamco Europe, overgenomen door Unibail
- Nederlands Omroepproduktie Bedrijf
- Koninklijke Ahold NV, gefuseerd met het belgische Delhaize tot Ahold Delhaize
- J.C.Th. Marius
- TNT N.V., gesplitst in PostNL en TNT Express, laatste overgenomen door FedEx
- VNU Media, overgenomen door De Persgroep
- Telegraaf Media Group, samengevoegd tot Mediahuis Nederland
- Haarlems Dagblad, overgenomen door Mediahuis Nederland

### Faillissement
- Fokker (kleine onderdelen zijn overgenomen door Stork)
- DAF (herstart onder Volvo, waarbij DAF Trucks zelfstandig bleef)
- V&D (failliet in 2015)
- Van der Moolen (failliet in 2009)